# Grzegorz Knapski
Grzegorz Knapski, Knapiusz, Cnapius (n. 1561, Grodzisk Mazowiecki, Mazovia, Polonia – d. 10 noiembrie 1639, Cracovia, Polonia-Lituania) a fost un iezuit polonez, învățător în colegiile iezuite, filolog, lexicograf, paremiograf⁠(d) și dramaturg.
A învățat în școlile din Varșovia iar din 1582 la Colegiul Iezuiților din Pułtusek. A petrecut o  perioadă scurtă la Vilnius și Braniew. În 1585 a depus jurăminte monastice la iezuiții din Kalisz și a devenit învățător la același colegiu. Din 1587  și-a completat cunoștințele de filosofie în Poznań și Pułtusek. Între anii 1594-1598 a urmat un curs de patru ani de teologie în Vilnius. La sfârșitul secolului XVI, a devenit prefect de școli în Poznań. Atunci a obținut investitura preoțească. Între anii 1603-1613 a locuit în Lublin, dar și în Poznań și Cracovia. In perioada 1614-1617 a locuit în Lvov și Jarosław.
Operele lui Knapiusz scrise în latină, reprezentate pe scena din internatele băieților s-au păstrat în manuscrise. Renumele câștigat mulțumită operelor lexicografice, dar înainte de toate mulțumită dicționarului în trei volume „Thesaurus Polonolatinograecus seu Promptuarium linguae Latinae et Graecae“, apărute între anii 1621-1632 și retipărite de câteva ori în întregime sau în fragmente până la sfârșitul secolului XVII. Prima ediție a avut loc în Cracovia (la Cezar) în 1621, a doua ediție în 1643 (de asemenea) cu rectificări și completări.
Primul volum de lucrări conține o parte polono-latină, a doua (cel mai des retipărită) latino-polonă, a treia cuprinde proverbe și poartă titlul: „Adagia Polonica”, „Proverbe polone alese, păreri morale și povești glumețe, decente restabilite latine și grecești, care au în special explicații mai închise, deschise și la îndemână din partea unor diverși scriitori și în general sezonate divers cu știri de natură științifică.”
Între anii 1617-1630 Cnapius a  lucrat la proverbe și a adăugat la „Thesaurus” două tomuri în domeniul expresiilor frazeologice și idiomatice. În același domeniu a privit cu admirație la paremiografele din străinătate, aidoma lui Erasmus din Rotterdam și Paolo Manuziu - la aforismele și proverbele latinești și grecești adunate – dar comparativ cu limba polonă, aceasta a fost o muncă de pionier.
L-a avut într-adevăr ca predecesor pe Salomon Rysiński, pe care l-a menționat în introducere (anonim), punând accentul pe faptul că a profitat de colecțiile lui, dar căruia i-a respins însemnările proverbelor indecente și imprecise potrivit corespondenților latine.
Volumul „Adagia” cuprinde câteva sute de cuvinte aranjate alfabetic, unde cuvintele principale însoțesc clarificările precum și versiunile lor regionale. Comentariile cuvintelor se reduc la clarificarea sensurilor proverbelor, sensurile lor care circulă, și de asemenea- câteodată sensurile principale. Volumul „Adagia” este prima încercare științifică de elaborare a proverbelor poloneze care nu se folosesc totuși de către succesorii săi.  Alte opere ale lui Cnapius, „Philopater” (1596), „Felicitas”(1597) și „Eutropius” (1604).
Note de subsol
1.	↑ ks. Ignacy Opioła. Ks. Grzegorz Cnapius T. J. În 300 de ani de la moartea lui. „Filomata”. L. 105, s. 157, 1938. Lvov.
2.	↑ Dicționarul lui Knapski (pol.) [acces 2011-10-10]
Bibliografie
- Jadwiga Puzynina, Thesaurus G. Knapiusza, siedemnastowieczny warsztat pracy nad językiem, Wrocław 1961
- Jadwig Puzynin, Thesaurus G. Knapiusz, atelierul de lucru pentru limbă în secolul XVII, Wrocław 1961
- Dicționar de folclor polonez, redactat de J Krzyżanowski, Știința Universală 1965
- ks. Ignacy Opioła. Ks. Grzegorz Cnapius T. J. În 300 de ani de la moartea lui. „Filomata”. L. 105, s. 157-164, 1938. Lvov.

1. ↑  Grzegorz Knapiusz, Visuotinė lietuvių enciklopedija
2. 1 2 3  Autoritatea BnF, accesat în 10 octombrie 2015
3. ↑  Grzegorz Knapiusz, Internetowy Polski Słownik Biograficzny
4. 1 2 3  Czech National Authority Database, accesat în 1 martie 2022